# Distretto di Dungannon e South Tyrone
Il distretto di Dungannon e South Tyrone era una delle suddivisioni amministrative dell'Irlanda del Nord, nel Regno Unito. Fu creato nel 1973. Apparteneva alla contea storica di Tyrone.
A partire dal 1º aprile 2015 il distretto di Dungannon e South Tyrone è stato unito a quelli di Magherafelt e Cookstown per costituire il distretto di Mid-Ulster.